# Bugatti Divo
Bugatti Divo — спортивний автомобіль автовиробника Bugatti. Автомобіль названо на честь французького гонщика Альберта Діво, який брав участь в гонках за команду Bugatti в 1920-х роках і виграв гонку Targa Florio двічі.

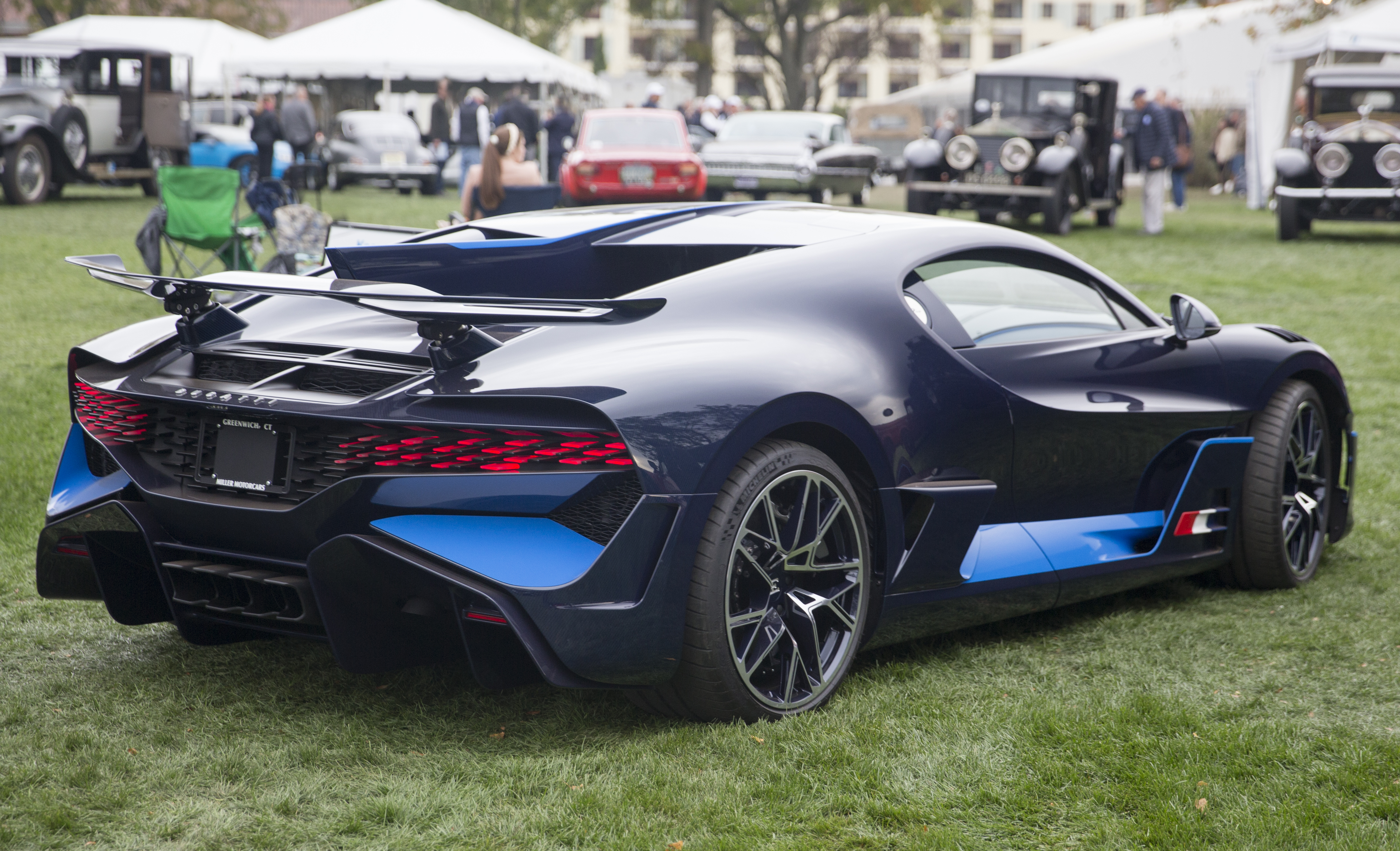
Bugatti Divo

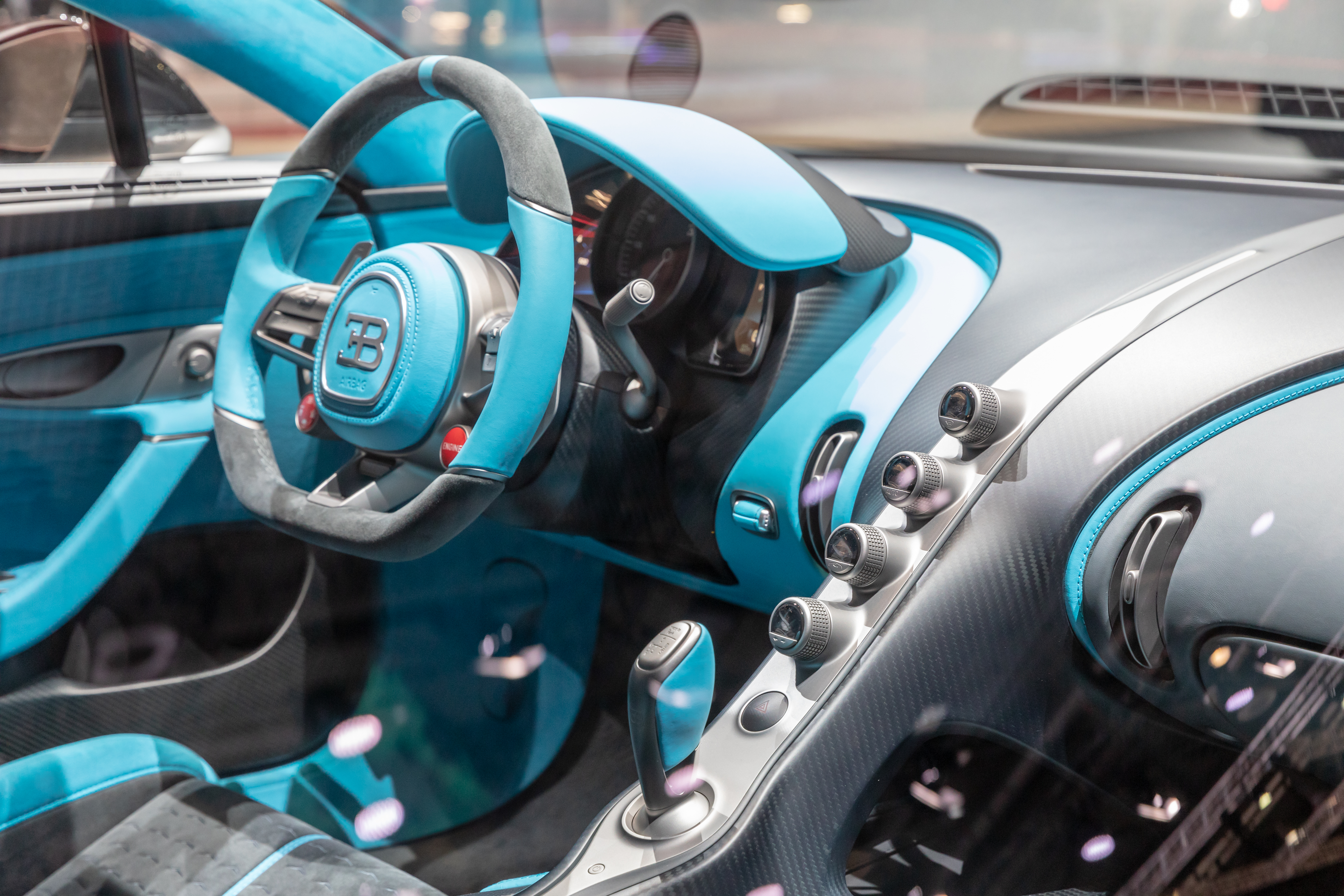

Автомобіль натхненний Bugatti Type 57SC Atlantic, концепція дизайну взята у Bugatti Vision Gran Turismo, основне призначення машини — високі результати на гоночній трасі. Вихлопна система машини була змінена, є четверні вихлопні труби. Ширина заднього фіксованого антикрила — 1,8 метра, це на 23 % ширше, ніж аналогічний показник антикрила на Veyron.
У Bugatti запланували виробництво всього 40 автомобілів, їх збірка проводилася на основній фабриці компанії. Всі 40 машин були продані за попереднім замовленням існуючим власникам Bugatti Chiron ще до відкриття вільного продажу.

## Двигун
- 8.0 л quad-turbo W16 1500 к.с. 1600 Нм

## Зовнішнє посилання
- Офіційний сайт [Архівовано 10 липня 2016 у Wayback Machine.]